# Беттанкур, Нуно
Нуно Дуарте Джил Мендес Беттанкур (порт. Nuno Duarte Gil Mendes Bettencourt; 20 сентября 1966, Прая-да-Витория, Азорские острова) — американский рок-музыкант португало-немецкого происхождения, гитарист-виртуоз, автор песен, гитарист группы Extreme.
Вместе с Гарри Черроне написал все песни группы. Самую знаменитую композицию, More Than Words, Черроне и Беттанкур написали в домашней студии Чероне за один вечер. По словам Гарри, «песня получилась такой же теплой как и атмосфера в группе.» Как и все остальные песни, критики высоко оценили композицию, назвав ее лучшей за время авторства Черроне-Беттанкур.
После распада группы выпустил сольный альбом «Schizophonic» (1997), затем основал собственную группу Mourning Widows, а позднее другой проект «Population 1», переименованный затем в DramaGods. В 2004—2007 гг. участвовал также в группе The Satellite Party как лид-гитарист.
Позже во время интервью заявил о возрождении Extreme. 

В середине 2010 года согласился на мировое турне со знаменитой R’n’B певицей Rihanna в качестве главного гитариста. Из интервью Нуно Беттанкура журналу Gitarist (март 2012): 
Наверняка вы подумали: почему, чёрт возьми, Нуно играет с Рианной? Потому, что прежде всего в её записях не было гитары вообще. На самом деле. И этот факт сделал для меня этот вызов ещё интереснее.
С 1990 года выпускается его собственная линейка гитар, разработанная Washburn Guitars. Его гитары известны как Washburn N4.
В 2023 году Rolling Stone поместил его на 197-е место в своем списке 250 величайших гитаристов всех времён.

## Ранние годы
Нуно Беттанкур родился 20 сентября 1966 года в Вила-да-Прая-да-Витория, Терсейра, Португалия. Когда ему было четыре года его семья, включая братьев Луиса и Роберто, переехала в Хадсон, Массачусетс. Беттанкур живёт на главной улице Хадсона в течение двадцати одного года. Поначалу у Нуно не было большого интереса к музыке, он предпочитал проводить время, играя в хоккей и футбол. Его первым инструментом были барабаны, и он играл исключительно на них, пока его брат Луис не начал обучать его игре на гитаре.
Беттанкур тяжело адаптировался к новому инструменту, находясь под опекой брата, но его навыки начали быстро развиваться, когда он стал заниматься самостоятельно, и, как он часто упоминал в интервью, он пропустил много учебных дней, чтобы заниматься на гитаре, иногда до семи часов в день. Во время обучения в средней школе Беттанкур забросил спорт, так что он мог сфокусироваться на игре на гитаре. По той же причине он со временем забросил и учёбу в средней школе.
Как на гитариста поначалу на Нуно оказало большое влияние творчество Эдди Ван Халена. Однако по мере его развития как гитариста и автора песен на него оказывали влияние такие исполнители, как: The Beatles, Led Zeppelin, Prince, Queen, Pat Travers, Paco de Lucía, Al Di Meola и Kayak.

## Карьера

### Extreme

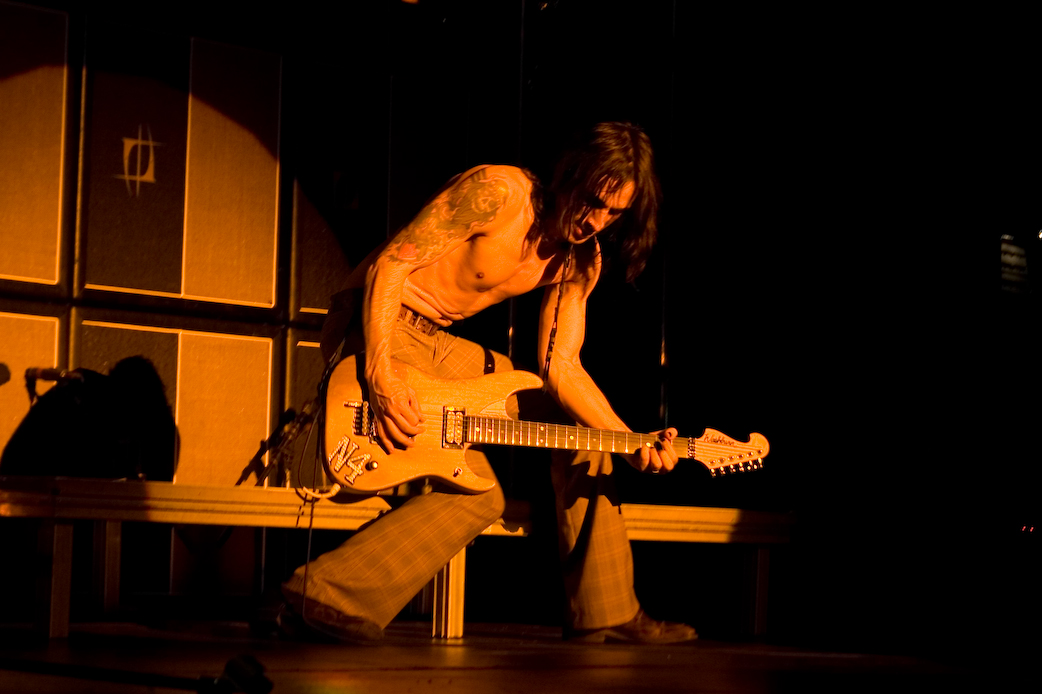
Нуно в составе Exrteme, 2008 год

Нуно присоединился к Extreme в 1985 году. Группа выпустила свой дебютный альбом Extreme под лейблом A&M Records в 1989 году.
В 1990 Extreme выпускают наиболее признанный критиками альбом Pornograffitti, который включал такие радиохиты как «More Than Words» и «Hole Hearted». На альбоме присутствуют наиболее выразительные гитарные соло из всех альбомов до настоящего времени, во вступлении к треку «He-Man Woman Hater» легко можно услышать вариации на тему "Полёта шмеля" композитора Римского-Корсакова. В 1992 году группа выпустила концептуальный III Sides to Every Story. Для этого альбома Беттанкур сочинил и свёл партии медных духовых инструментов, а также партии струнных инструментов для всего оркестра, участвовавшего в записи. В 1995 году Extreme выпускают альбом Waiting for the Punchline, но группа распадается в 1996, когда Беттанкур выражает желание заняться сольной карьерой.
В 2007 году группа собралась в оригинальном составе (за исключением Пола Гиэри) и начала работать над новым альбомом Saudades de Rock, представленным 12 августа 2008 года, и провела тур в его поддержку.

### Перерыв в Extreme
В 1997 Беттанкур выпустил свою первую сольную работу — альбом Schizophonic, над которым он работал на протяжении пяти лет. Альбом получил хорошие отзывы, но не был коммерчески успешным.
16 декабря 1997 новая группа Нуно Mourning Widows выпустила свой одноимённый альбом в Японии на лейбле Polydor Records. Продажи достигли 45,000 копий в первый месяц. В 2000 году последовало продолжение — Furnished Souls for Rent, который также был издан в Японии, а затем и в Соединенных Штатах.

## Дискография
| Release year | Artist           | Album/song title                                     | Label                                  |
| ------------ | ---------------- | ---------------------------------------------------- | -------------------------------------- |
| 1989         | Extreme          | Extreme                                              | A&M Records                            |
| 1990         | Extreme          | Pornograffitti                                       | A&M Records                            |
| 1990         | Janet Jackson    | «Black Cat» (Radio Edit / Video Mix)                 | A&M Records                            |
| 1990         | Jim Gilmore      | Putting Back The Rock                                |                                        |
| 1991         | Dweezil Zappa    | Confessions                                          | Barking Pumpkin Records                |
| 1991         | Various          | Guitar’s Practicing Musicians Vol. 2                 | Red Distribution                       |
| 1992         | Extreme          | III Sides to Every Story                             | A&M Records                            |
| 1992         | Various          | Guitars That Rule The World, Vol. 1                  | Metal Blade Records                    |
| 1993         | Dan Reed Network | Mixin' It Up: The Best of the Dan Reed Network       | Phonogram Records                      |
| 1993         | Baby Animals     | Shaved and Dangerous                                 | BMG Arista/Ariola Limited              |
| 1993         | Various          | Супербратья Марио Саундтрек / «Where Are You Going?» | Capitol Records                        |
| 1994         | Various          | Kiss My Ass: Classic Kiss Regrooved / «Strutter»     | Mercury Records                        |
| 1994         | Robert Palmer    | Honey                                                | EMI Records                            |
| 1995         | Extreme          | Waiting for the Punchline                            | A&M Records                            |
| 1997         | Nuno             | Schizophonic                                         | A&M Records                            |
| 1998         | Mourning Widows  | Mourning Widows                                      | Bruno Graffiti Records/Polydor Records |
| 1999         | Suze DeMarchi    | Telelove                                             | Mushroom Records                       |
| 2000         | Mourning Widows  | Furnished Souls For Rent                             | PolyGram                               |
| 2002         | Population 1     | Population 1                                         | Bruno Graffiti Records                 |
| 2003         | Nuno Bettencourt | Best of Nuno                                         | Universal Japan                        |
| 2004         | Population 1     | Sessions from Room 4 EP                              | Bruno Graffiti Records                 |
| 2005         | Various          | Numbers from the Beast / «Aces High»                 | Rykodisc                               |
| 2005         | DramaGods        | Love                                                 | JVC Victor                             |
| 2005         | Toni Braxton     | Libra / «Shadowless»                                 | Blackground Records                    |
| 2005         | JAM Project      | GONG c/w Brother in faith                            | Lantis                                 |
| 2007         | Satellite Party  | Ultra Payloaded                                      | Columbia Records                       |
| 2007         | T. M. Stevens    | Africans In The Snow / «Gotta Get Me Move On»        | Steamhammer Records                    |
| 2007         | Various          | Music from the Mound / «Gyro Ball»                   | EMI America Records                    |
| 2008         | Nuno Bettencourt | Smart People (Original Soundtrack)                   | Hollywood Records                      |
| 2008         | Extreme          | Saudades de Rock                                     | Fontana Records, Frontiers Records     |
| 2010         | Extreme          | Take Us Alive                                        | Frontiers Records                      |
| 2010         | Rihanna          | Loud                                                 | Def Jam Recordings                     |
| 2011         | Pushking         | The World As We Love It / «It’ll Be OK»              | Fontana Records                        |
| 2011         | Joe Jonas        | Fastlife / «Sorry»                                   | Hollywood Records                      |
| 2011         | Steel Panther    | Balls Out / «It Won’t Suck Itself»                   | Universal Records                      |
| 2011         | Rihanna          | Talk That Talk                                       | Def Jam Recordings                     |